# 虎斑擬石鈎鯰
虎斑擬石鈎鯰，為輻鰭魚綱鯰形目甲鯰科的其中一種，為熱帶淡水魚，分布於南美洲委內瑞拉奧里諾科河上游及Ventuari河流域，身體而且頭部有很多的黑色橫帶，背鰭硬棘2枚，背鰭軟條7枚，臀鰭硬棘1枚，臀鰭軟條5枚，體長可達9.4公分，棲息在底層水域，生活習性不明。

## 扩展阅读
維基物種上的相關：虎斑擬石鈎鯰